# Vignes (Yonne)
Vignes ist eine Ortschaft und eine ehemalige französische Gemeinde mit 70 Einwohnern (Stand: 1. Januar 2022) im Département Yonne in der Region Bourgogne-Franche-Comté (vor 2016 Burgund). Sie gehörte zum Arrondissement Avallon und zum Kanton Chablis.
Mit Wirkung vom 1. Januar 2019 wurden die früheren Gemeinden Guillon, Cisery, Sceaux, Trévilly und Vignes zur Commune nouvelle Guillon-Terre-Plaine zusammengeschlossen und haben dort den Status einer Commune déléguée. Der Verwaltungssitz befindet sich im Ort Guillon.

## Geografie
Vignes liegt etwa 62 Kilometer südöstlich von Auxerre. Umgeben wurde die Gemeinde Vignes von den Nachbargemeinden Santigny im Norden, Pisy im Norden und Nordosten, Corsaint im Osten, Époisses im Südosten, Toutry im Süden sowie Guillon im Westen und Südwesten.

## Einwohnerentwicklung
| Jahr                       | 1962 | 1968 | 1975 | 1982 | 1990 | 1999 | 2006 | 2013 |
| -------------------------- | ---- | ---- | ---- | ---- | ---- | ---- | ---- | ---- |
| Einwohner                  | 128  | 132  | 80   | 83   | 78   | 68   | 87   | 89   |
| Quellen: Cassini und INSEE |      |      |      |      |      |      |      |      |

## Sehenswürdigkeiten
- Kirche Saint-Pierre aus dem 12. Jahrhundert

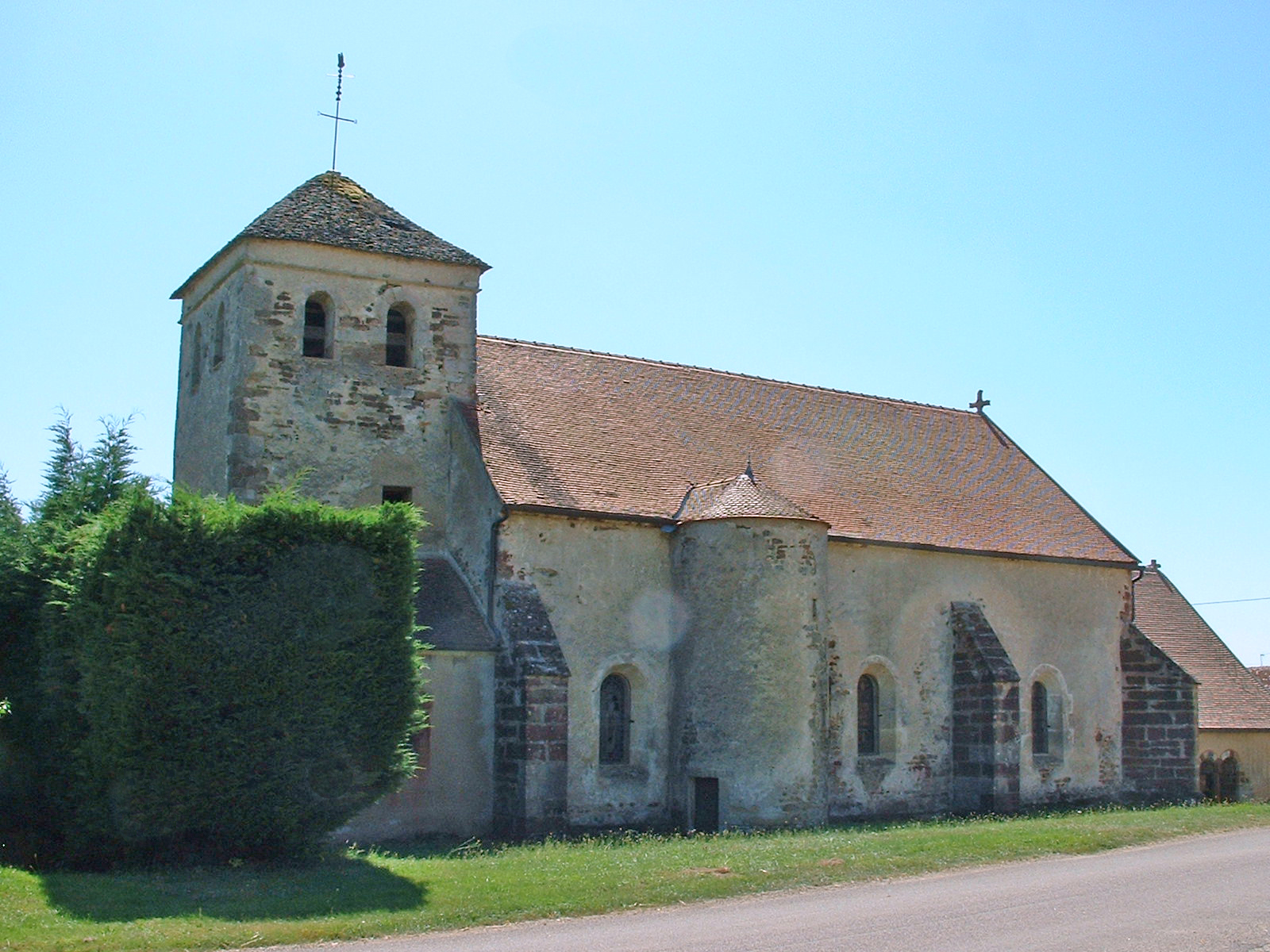
Kirche Saint-Pierre